# Colônias alemãs em Rondônia
As colônias alemãs em Rondônia se devem à migração de famílias de origem germânicas para o território leste de Rondônia. Trata-se de um fenômeno bastante recente em comparação com as colônias alemãs dos estados do Espírito Santo, Rio de Janeiro e dos estados sulinos do Brasil. 
A maioria destes colonos são brasileiros, mas germânicos de origem, muitos deles bilíngües, isto é, falantes tanto o idioma nacional, o português, como o pomerano (Pommersch, em alemão), uma das várias formas do baixo-saxão, donde de mais de quinze mil da população são descendentes de pomeranos, com uma concentrção na cidade Espigão do Oeste.
Este fenômeno de recolonização não é novo no Brasil. Como exemplo pode-se citar o Rio Grande do Sul, onde houve um movimento de recolonização que se estendeu das chamadas Colônias Velhas (Die Alkonie) ao norte e oeste do estado, vindo a formar novas zonas de colonização (Die Neukolonie).  Exemplos são Três de Maio e Horizontina, respectivamente, as cidades de nascimento e de origem da modelo Gisele Bündchen. Estes novos ocupamentos populacionais vieram a formar uma zona colonial caracteristicamente de origem européia mas decididamente muito mais miscigenada do que as das regiões coloniais originais do leste do estado. Uma destas cidades que exemplifica excelentemente este novo perfil colonial misto é a cidade de Ijuí. Mesmo assim, os idiomas alemão e italiano ainda são cultivados em muitas localidades da região como Frederico Westphalen, Panambí, Três Passos, etc. Também o são em comunidades bem menos conhecidas ou praticamente desconhecidas fora da região, como Santo Cristo, Cerro Largo, São Pedro do Butiá, Roque Gonzales (especialmente em Poço Preto, onde se fala o dialeto Riograndenser Hunsrückisch e na vila Dona Otília, onde se fala pomerano), Salvador das Missões, São Paulo das Missões, Campina das Missões. Estas cidades, por sua vez, vieram a ser origem de movimentos migratórios destinado ao oeste dos estados de Santa Catarina e Paraná e até mesmo ao estrangeiro, primeiramente à vizinha Argentina, principalmente na província de Misiones e, mais recentemente, ao Paraguai.
A incursão dos pomeranos capixabas em território rondonense não se deu sem conflitos interculturais, principalmente com povos indígenas como os Cintas Largas, reconhecidamente hostis em relação a penetração de forasteiros em seu território tradicional.
O povo luterano faz parte de Igreja Luterana, e é o caso dos novos rondonenses. Assim surgiram as Congregações Luteranas em plena floresta amazônica, recebendo pastorais e assistência de sínodos luteranos de fortes centros do Luteranismo no Brasil (Porto Alegre e Curitiba).

## Espigão d'Oeste
Espigão d'Oeste é um município brasileiro localizado na região leste do estado de Rondônia. Com uma população de 33 030 habitantes, a cidade é conhecida por ser povoada por descendentes de pomeranos. Durante o processo de migração Espírito Santo – Rondônia, a maioria dos pomeranos conseguiu se estabelecer e prosperar, fazendo de Espigão do Oeste – RO um dos municípios com a melhor estrutura agrária do país e um dos maiores produtores agrícolas do estado. Hoje,esse município pode ser considerado o mais pomerano da região amazônica
Várias famílias desses pomeranos que estavam no Espírito Santo, nos anos setenta (70) se estabeleceram em Rondônia. Por se terem mantido unidos, os pomeranos conservaram muitas de suas tradições, como a religião Luterana e muitos dos seus costumes de alimentação, arquitetura residencial. A comunidade de pomeranos conseguiu manter, durante algum tempo, em Espigão D'Oeste, um certo isolamento geográfico e cultural, porém, a migração para Rondônia acabou promovendo um processo de aculturação com reflexos no campo social, religioso, cultural e linguístico. A língua pomerana ainda é a língua da vida tradicional do grupo, utilizada no convívio diário entre seus membros e na prática de suas atividades econômicas e culturais. Hoje, podemos afirmar que os pomeranos de Espigão D'Oeste sofrem um processo de mudança linguística.
Uma das tradições mais conhecida é "Wust Fest" (a festa da linguiça).

## Ligações Externas
- Colonização Alemã no Espírito Santo Histórico sobre a presença germânica no Espírito Santo, acessado em 8/11/2005.
- Sínodo da Amazônia - Luteranos em Rondônia[ligação inativa], acessado em
- História da migração de teuto-brasileiros do Espírito Santo a Rondônia, acessado em 8/11/2005.
- Um Lingüista na Floresta. Matéria sobre as pesquisas sistemáticas das línguas autóctones de Rondônia pelo lingüista estado-unidense Dennis Albert Moore], acessado em 8/11/2005.
- Pomeranos no Mundo - Estados Unidos, Canadá e Brasil, acessado em 8/11/2005.
- Página sobre a biblioteca municipal de Três de Maio. Destaque: Livros em português e alemão, acessado em 8/11/2005.
- Ijuí - Terra das Culturas Diversificadas e Ijuí - A Europa Gaúcha onde foi registrada a presença de dezenove idiomas em 1898, acessado em 8/11/2005.

1. ↑  http://www.rondonia.ro.gov.br/maior-colonia-de-pomeranos-da-amazonia-vive-em-rondonia/
2. ↑  http://www.convibra.com.br/upload/paper/2013/28/2013_28_7949.pdf
3. ↑  http://bdtd.ibict.br/vufind/Record/CAMP_3ba8d5a16a32a0afcf246890802defa6
4. ↑  http://rondoniadigital.com/comunidade-alema-promove-festa-neste-fim-de-semana/